# Vietnamščina
Vietnamščina (vietnamsko tiếng Việt) je avstroazijski jezik razširjen na območju Vietnama.